# Matt's Chance (Original Motion Picture Soundtrack)
Matt's Chance (Original Motion Picture Soundtrack) è una colonna sonora del gruppo musicale statunitense Julien-K, autoprodotta e pubblicata il 24 dicembre 2013.

## Il disco
Pubblicato in esclusiva nel giorno della vigilia di Natale sul profilo Bandcamp del gruppo, si tratta della colonna sonora del film Matt's Chance e contiene perlopiù brani strumentali, con l'eccezione dei brani Palm Springs Reset, Breakfast in Berlin e Flashpoint Riot (originariamente pubblicati nel secondo album We're Here with You).
La colonna sonora è stata successivamente pubblicata anche sull'iTunes Store, in cui vengono esclusi i brani dei Circuit Freq.

## Tracce
1. Welcome to the World – 0:14
2. A Terrible Love – 3:57
3. Palm Springs Reset (Matt's Chance Theme) – 5:02
4. Hello Matt – 0:14
5. Greasy Suspicion – 3:24
6. Circuit Freq – Supertripper (Alice and the Serial Numbers Remix) – 4:21
7. Child's Play – 0:27
8. L-O-V-E – 3:05
9. Happy Birthday – 6:45
10. Circuit Freq – Supertripper (Deathface Remix) – 4:49
11. Circuit Freq – The Filth – 6:52
12. Very Not Professional – 0:18
13. Taste the Hellfire – 2:20
14. Radio Zombies – 2:20
15. The Devil's Den – 0:28
16. Breakfast in Berlin – 4:15
17. Mother Mable – 0:50
18. A Chance – 5:00
19. Flashpoint Riot – 4:35
20. At the Mouth of Madness – 2:14
21. Mobster Mayhem – 1:26
22. Mighty Matt – 0:57
23. Walking on Painted Gold – 0:53
24. Ruin Rants – 2:23
25. Tattoo Your Soul – 6:00
26. Bringer of Death – 1:56
27. Dance with the Devil – 6:12
28. Executive Decision – 3:57
29. Matt Savage – 2:44
30. Palm Springs Reset (Battle Tapes Remix) – 4:28